# Anaxipha championi
Anaxipha championi är en insektsart som först beskrevs av Henri Saussure 1897.  Anaxipha championi ingår i släktet Anaxipha och familjen syrsor. Inga underarter finns listade i Catalogue of Life.